# Anastomoza (skały)

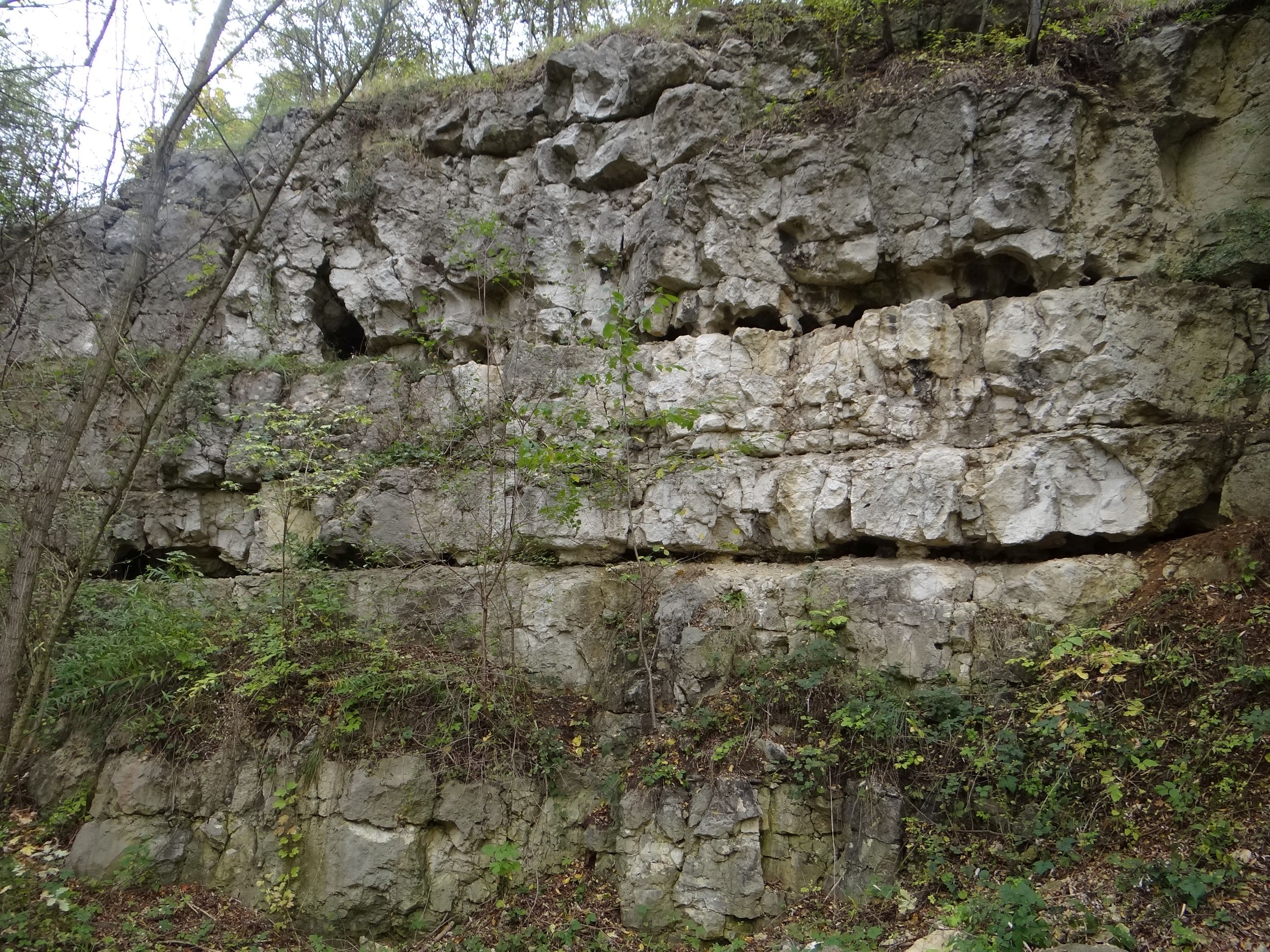
Ściana kamieniołomu Kapelanka z anastomozami

Anastomozy lub kanały anastomotyczne – niskie, nieregularne, często kręte kanały na poziomych szczelinach skalnych i na międzyławicowych fugach. Powstają w wyniku zjawisk krasowych, tworzone są przez wodę przepływająca tymi szczelinami. Występują głównie w skałach gruboławicowych, w strefie freatycznej, tzn. pod powierzchnią zwierciadła wód podziemnych. Wielkość anastomoz waha się od kilku do kilkudziesięciu cm.
Anastomozy występują zazwyczaj w jaskiniach, ale można je zobaczyć także na wychodniach i na odsłoniętych ścianach wydobywczych kamieniołomów. Występują np. w ścianach nieczynnego kamieniołomu w Skałkach Twardowskiego w Krakowie. Od nich wzięła nazwę Jaskinia w Anastomozach i Schronisko obok Anastomozów.